# رضا شایان
رضا شایان (۱۳۰۲–۱۳۶۸) فرزند عباس شایان، حقوقدان، وکیل و فعال سیاسی، دبیرکل جامعه سوسیالیست‌های نهضت ملی ایران و از اعضای هیئت رهبری جبهه ملی چهارم بود که همراه با بعد از انقلاب از جبهه ملی ایران جدا شد.
شایان دارای لیسانس حقوق بوده و فعالیتهای سیاسی خود را در راه هواداری جبهه ملی ایران و دکتر مصدق آغاز کرد. شایان در وزارت کار تا مدیریت کل اداره کل استان مازندران پیش رفت. او در دوران نهضت ملی شدن نفت به حزب نیروی سوم به رهبری خلیل ملکی پیوست که تا زمان کودتای ۲۸ مرداد ادامه یافت و در دروره بعد از کودتا و انشعاب در حزب او به همراه رضا سرشار و چند تن از فعالین حزبی در کنار خلیل ملکی مانند.
ملکی بعد از آزادی از زندان به فعالیت‌های مطبوعاتی پرداخت و در سال ۱۳۳۹ پس از دو سال رایزنی با اسدالله علم و دیدار با شاه و تأیید برنامه‌های حزبش توسط شاه جامعه سوسیالیست‌های نهضت ملی ایران را تأسیس کرد که رضا شایان و دوستانش در این مجموعه شروع به فعالیت کردند. اما باز هم در این دوران سیستم استبدادی نتوانست اندک فضا باز موجود را تحمل کند و با تعطیلی احزاب و روزنامه‌ها و ممنوعیت فعالیت‌های سیاسی شایان همراه سایر اعضای این حزب و رهبرشان به زندان رفت. وی بعدها در ادامه راه به سمت دبیرکل عضو کمیته مرکزی سازمان سوسیالیست‌های ایران وابسته به نهضت ملی انتخاب شد.

## فعالیت‌هایجبهه ملی چهارم
رضا شایان در سال ۱۳۵۶ پس از تشکیل اتحاد برای نیروهای جبهه ملی ایران و با مشارکت حزب ایران، حزب ملت ایران و جامعه سوسیالیست‌های نهضت ملی ایران در این مجموعه شروع به فعالیت کرد و تا تشکیل جبهه ملی چهارم در تاریخ ۳۰ تیرماه ۱۳۵۷ و بعد از آن با تشکیل شورای مرکزی منتخبین جبهه ملی به ریاست کاظم حسیبی این شورا، اعضای هیئت اجرایی کریمی مله، علی، احزاب ملی، در کتاب «تحولات سیاسی اجتماعی ایران ۱۳۲۰–۱۳۵۷»، به اهتمام مجتبی مقصودی، تهران، روزنه ص ۱۹۲–۱۹۴</ref> را به ریاست دکتر کریم سنجابی دبیر هیئت اجرایی، شاپور بختیار رئیس تشکیلات، داریوش فروهر مسوول تبلیغات و انتشارات و سخنگو، رضا شایان مسوول مالی و اسدالله مبشری مسوول بازرسی انتخاب کرد.
پس از پیروزی انقلاب ۱۳۵۷ و باایجاد جبهه ای مشترک توسط چریک‌های فدایی خلق و سایر گروه‌های چپ به در همراهی با جبهه دموکراتیک ملی به رهبری هدایت‌الله متین‌دفتری، رضا شایان و گروه اش به این حزب جدید پیوستند که بعد از ماجراهای افول فعالیت‌های حزبی و مشکلات دهه شصت عملاً به انحلال کشیده شدند.
رضا شایان نیز در از گذراندن دورهای محکومیت در دهه شصت از زندان آزاد شده و در ۱۳۶۹ به علت سکته قبلی در گذشت. وی اهل ذوق و ادب و شعر و به موسیقی ایرانی علاقه‌مند بود.